# Высокогорные североазиатские геккончики
Высокогорные североазиатские геккончики (лат. Altiphylax) — род ящериц из семейства гекконовых, ранее считавшийся подродом в составе Alsophylax.

## Внешний вид
Небольшие гекконы среднего телосложения с длиной тела до 3—4,8 см. Как и у всех представителей семейства, веки отсутствуют. Зрачки вертикальные, с зубчатым краем. Носовые щитки крупные, хорошо различимые. Пальцы тонкие, без бахромы, слегка искривлены. Подпальцевые пластинки гладкие, не расширены. На концах пальцев имеются когти. Спина покрыта небольшими бугорками. Имеются преанальные поры. Хвост средней длины, толстый, слабо сегментированный. Тело обычно от цвета загара до серого с тёмными поперечными полосами.

## Классификация
Включает 5 видов:
- Altiphylax baturensis (Khan & Baig, 1992)
- Altiphylax levitoni (Golubev & Szczerbak, 1979)
- Altiphylax mintoni (Golubev & Szczerbak, 1981)
- Altiphylax stoliczkai (Steindachner, 1867)
- Altiphylax tokobajevi (Eremchenko & Szczerbak, 1984) — Геккончик Токобаева, или Тянь-шаньский геккончикtypus